# Thomas Borup

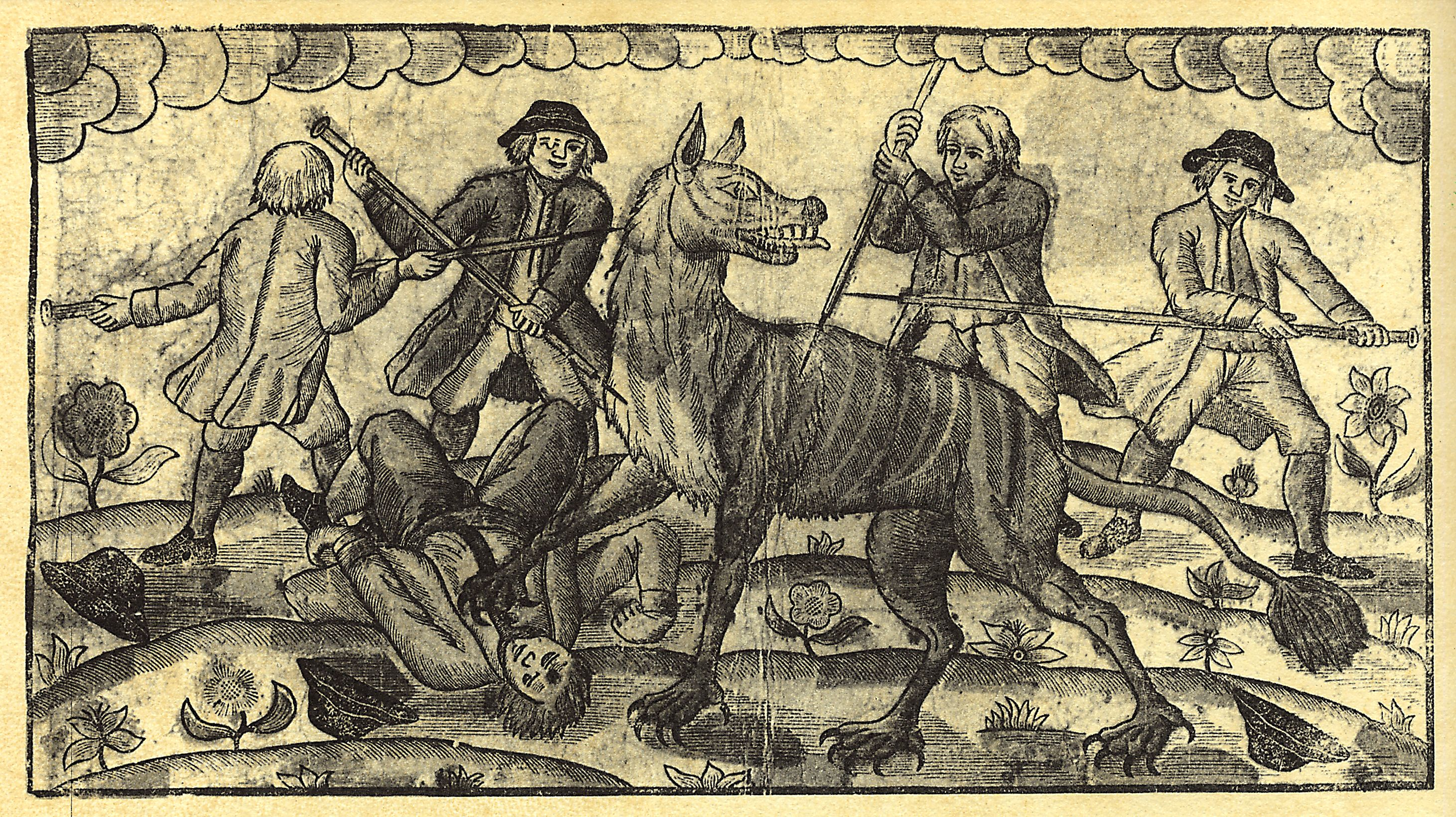
Darstellung der im Bildtitel als Hyäne bezeichneten Bestie des Gévaudan

Thomas Larsen Borup (* 25. März 1726; † 27. April 1770 in Kopenhagen) war ein dänischer Holzschneider, Xylograph und Buchdrucker des Rokoko.

## Leben
Borup lebte und arbeitete in Kopenhagen, wo er ab 1756 eine Druckerei in der Store Helliggeiststræde 150 hatte. Seine Druckstöcke wurden nach seinem Tod weiterbenutzt; seine Witwe Rebecca, geb. Buch, mit der er 1768 eine Tochter namens Elisabeth Magdalene bekommen hatte, heiratete 1771 den aus Deutschland stammenden Drucker Johan Rudolph Thiele. Thiele richtete dort auch eine Buchhandlung ein. Er entwickelte sich zum größten Produzenten von bebilderten Einblattbogen seiner Zeit.

## Werk
Auch Borup hatte schon Bilderbogen geschaffen. Themen waren z. B. die Darstellung verschiedener Berufe wie Ochsenschlächter, Buchdrucker oder Schriftsteller; es sind aber auch Darstellungen einer türkischen Prozession, eines Kroaten mit seiner Frau oder einer Kunstreitertruppe erhalten. Viele seiner Holzschnitte sind in koloriertem Zustand überliefert, etwa ein Einzug der Caroline Mathilde in Kopenhagen am 8. November 1766. Unter seinen Werken ist auch die Darstellung der als Hyäne bezeichneten sogenannten Bestie des Gévaudan, die im Gévaudan und in angrenzenden Gebieten zahlreiche Menschen zerfleischte. Einige Abzüge seiner Werke befinden sich in der königlichen Kupferstichsammlung des Statens Museum vor Kunst in Kopenhagen.
Aus dem Jahr 1762 stammt eine Makabertanz-Bildfolge namens Døde-Dands (Det menneskelige Livs Flugt eller Dode-Dands), auf dessen Titelseite Borup genannt ist. Dieser Totentanz ist ein anonymes Werk des Schriftstellers Niels Prahl. Es ist anzunehmen, dass die Illustrationen (z. B. Døden til Doctoren) von Borup stammen, der auch die Einleitung unterzeichnet, und dass er das Buch verlegt hat. Es wurde in den Jahren 1770, 1814 und 1967 nachgedruckt.